# نانسي أديسون
نانسي أديسون (بالإنجليزية: Nancy Addison)‏ هي ممثلة أمريكية، ولدت في 21 مارس 1946 في نيويورك في الولايات المتحدة، وتوفيت في 18 يونيو 2002 بسبب سرطان.

## وصلات خارجية
- نانسي أديسون على موقع IMDb (الإنجليزية)
- نانسي أديسون على موقع قاعدة بيانات برودواي على الإنترنت (الإنجليزية)
- نانسي أديسون على موقع قاعدة بيانات الفيلم (الإنجليزية)